# Сторма тема
Те́ма Сторма — тема в шаховій композиції. Суть теми — антидуальне розділення матів у варіантах з перекриттям однієї і тієї ж фігури.

## Історія
Ідею запропонував у 1939 році шаховий композитор Ф. Сторм.
В шаховій задачі у варіантах захисту чорні перекривають свою фігуру кількома різними ходами. Механізм перекриття побудований так, що в першому варіанті проходитиме лише один мат, інший буде парируваний чорними, а в наступному варіанті навпаки — інший мат проходить, а перший буде чорними парируваний.
Ідея дістала назву — тема Сторма.
|   | a | b | c | d | e | f | g | h |   |
| 8 | a8 білий король · b8 білий слон · e8 біла тура · g8 білий кінь · b7 чорний пішак · a6 чорний пішак · b6 білий ферзь · c6 чорний пішак · a5 чорна тура · d5 чорний король · e5 білий кінь · h5 білий слон · a4 біла тура · d4 чорний кінь · e4 чорний пішак · b3 чорний пішак · h3 чорний слон · c2 чорний пішак · d2 чорний кінь · e2 чорний пішак · a1 чорний слон · c1 чорний ферзь · f1 чорна тура | a8 білий король · b8 білий слон · e8 біла тура · g8 білий кінь · b7 чорний пішак · a6 чорний пішак · b6 білий ферзь · c6 чорний пішак · a5 чорна тура · d5 чорний король · e5 білий кінь · h5 білий слон · a4 біла тура · d4 чорний кінь · e4 чорний пішак · b3 чорний пішак · h3 чорний слон · c2 чорний пішак · d2 чорний кінь · e2 чорний пішак · a1 чорний слон · c1 чорний ферзь · f1 чорна тура | a8 білий король · b8 білий слон · e8 біла тура · g8 білий кінь · b7 чорний пішак · a6 чорний пішак · b6 білий ферзь · c6 чорний пішак · a5 чорна тура · d5 чорний король · e5 білий кінь · h5 білий слон · a4 біла тура · d4 чорний кінь · e4 чорний пішак · b3 чорний пішак · h3 чорний слон · c2 чорний пішак · d2 чорний кінь · e2 чорний пішак · a1 чорний слон · c1 чорний ферзь · f1 чорна тура | a8 білий король · b8 білий слон · e8 біла тура · g8 білий кінь · b7 чорний пішак · a6 чорний пішак · b6 білий ферзь · c6 чорний пішак · a5 чорна тура · d5 чорний король · e5 білий кінь · h5 білий слон · a4 біла тура · d4 чорний кінь · e4 чорний пішак · b3 чорний пішак · h3 чорний слон · c2 чорний пішак · d2 чорний кінь · e2 чорний пішак · a1 чорний слон · c1 чорний ферзь · f1 чорна тура | a8 білий король · b8 білий слон · e8 біла тура · g8 білий кінь · b7 чорний пішак · a6 чорний пішак · b6 білий ферзь · c6 чорний пішак · a5 чорна тура · d5 чорний король · e5 білий кінь · h5 білий слон · a4 біла тура · d4 чорний кінь · e4 чорний пішак · b3 чорний пішак · h3 чорний слон · c2 чорний пішак · d2 чорний кінь · e2 чорний пішак · a1 чорний слон · c1 чорний ферзь · f1 чорна тура | a8 білий король · b8 білий слон · e8 біла тура · g8 білий кінь · b7 чорний пішак · a6 чорний пішак · b6 білий ферзь · c6 чорний пішак · a5 чорна тура · d5 чорний король · e5 білий кінь · h5 білий слон · a4 біла тура · d4 чорний кінь · e4 чорний пішак · b3 чорний пішак · h3 чорний слон · c2 чорний пішак · d2 чорний кінь · e2 чорний пішак · a1 чорний слон · c1 чорний ферзь · f1 чорна тура | a8 білий король · b8 білий слон · e8 біла тура · g8 білий кінь · b7 чорний пішак · a6 чорний пішак · b6 білий ферзь · c6 чорний пішак · a5 чорна тура · d5 чорний король · e5 білий кінь · h5 білий слон · a4 біла тура · d4 чорний кінь · e4 чорний пішак · b3 чорний пішак · h3 чорний слон · c2 чорний пішак · d2 чорний кінь · e2 чорний пішак · a1 чорний слон · c1 чорний ферзь · f1 чорна тура | a8 білий король · b8 білий слон · e8 біла тура · g8 білий кінь · b7 чорний пішак · a6 чорний пішак · b6 білий ферзь · c6 чорний пішак · a5 чорна тура · d5 чорний король · e5 білий кінь · h5 білий слон · a4 біла тура · d4 чорний кінь · e4 чорний пішак · b3 чорний пішак · h3 чорний слон · c2 чорний пішак · d2 чорний кінь · e2 чорний пішак · a1 чорний слон · c1 чорний ферзь · f1 чорна тура | 8 |
| 7 | a8 білий король · b8 білий слон · e8 біла тура · g8 білий кінь · b7 чорний пішак · a6 чорний пішак · b6 білий ферзь · c6 чорний пішак · a5 чорна тура · d5 чорний король · e5 білий кінь · h5 білий слон · a4 біла тура · d4 чорний кінь · e4 чорний пішак · b3 чорний пішак · h3 чорний слон · c2 чорний пішак · d2 чорний кінь · e2 чорний пішак · a1 чорний слон · c1 чорний ферзь · f1 чорна тура | a8 білий король · b8 білий слон · e8 біла тура · g8 білий кінь · b7 чорний пішак · a6 чорний пішак · b6 білий ферзь · c6 чорний пішак · a5 чорна тура · d5 чорний король · e5 білий кінь · h5 білий слон · a4 біла тура · d4 чорний кінь · e4 чорний пішак · b3 чорний пішак · h3 чорний слон · c2 чорний пішак · d2 чорний кінь · e2 чорний пішак · a1 чорний слон · c1 чорний ферзь · f1 чорна тура | a8 білий король · b8 білий слон · e8 біла тура · g8 білий кінь · b7 чорний пішак · a6 чорний пішак · b6 білий ферзь · c6 чорний пішак · a5 чорна тура · d5 чорний король · e5 білий кінь · h5 білий слон · a4 біла тура · d4 чорний кінь · e4 чорний пішак · b3 чорний пішак · h3 чорний слон · c2 чорний пішак · d2 чорний кінь · e2 чорний пішак · a1 чорний слон · c1 чорний ферзь · f1 чорна тура | a8 білий король · b8 білий слон · e8 біла тура · g8 білий кінь · b7 чорний пішак · a6 чорний пішак · b6 білий ферзь · c6 чорний пішак · a5 чорна тура · d5 чорний король · e5 білий кінь · h5 білий слон · a4 біла тура · d4 чорний кінь · e4 чорний пішак · b3 чорний пішак · h3 чорний слон · c2 чорний пішак · d2 чорний кінь · e2 чорний пішак · a1 чорний слон · c1 чорний ферзь · f1 чорна тура | a8 білий король · b8 білий слон · e8 біла тура · g8 білий кінь · b7 чорний пішак · a6 чорний пішак · b6 білий ферзь · c6 чорний пішак · a5 чорна тура · d5 чорний король · e5 білий кінь · h5 білий слон · a4 біла тура · d4 чорний кінь · e4 чорний пішак · b3 чорний пішак · h3 чорний слон · c2 чорний пішак · d2 чорний кінь · e2 чорний пішак · a1 чорний слон · c1 чорний ферзь · f1 чорна тура | a8 білий король · b8 білий слон · e8 біла тура · g8 білий кінь · b7 чорний пішак · a6 чорний пішак · b6 білий ферзь · c6 чорний пішак · a5 чорна тура · d5 чорний король · e5 білий кінь · h5 білий слон · a4 біла тура · d4 чорний кінь · e4 чорний пішак · b3 чорний пішак · h3 чорний слон · c2 чорний пішак · d2 чорний кінь · e2 чорний пішак · a1 чорний слон · c1 чорний ферзь · f1 чорна тура | a8 білий король · b8 білий слон · e8 біла тура · g8 білий кінь · b7 чорний пішак · a6 чорний пішак · b6 білий ферзь · c6 чорний пішак · a5 чорна тура · d5 чорний король · e5 білий кінь · h5 білий слон · a4 біла тура · d4 чорний кінь · e4 чорний пішак · b3 чорний пішак · h3 чорний слон · c2 чорний пішак · d2 чорний кінь · e2 чорний пішак · a1 чорний слон · c1 чорний ферзь · f1 чорна тура | a8 білий король · b8 білий слон · e8 біла тура · g8 білий кінь · b7 чорний пішак · a6 чорний пішак · b6 білий ферзь · c6 чорний пішак · a5 чорна тура · d5 чорний король · e5 білий кінь · h5 білий слон · a4 біла тура · d4 чорний кінь · e4 чорний пішак · b3 чорний пішак · h3 чорний слон · c2 чорний пішак · d2 чорний кінь · e2 чорний пішак · a1 чорний слон · c1 чорний ферзь · f1 чорна тура | 7 |
| 6 | a8 білий король · b8 білий слон · e8 біла тура · g8 білий кінь · b7 чорний пішак · a6 чорний пішак · b6 білий ферзь · c6 чорний пішак · a5 чорна тура · d5 чорний король · e5 білий кінь · h5 білий слон · a4 біла тура · d4 чорний кінь · e4 чорний пішак · b3 чорний пішак · h3 чорний слон · c2 чорний пішак · d2 чорний кінь · e2 чорний пішак · a1 чорний слон · c1 чорний ферзь · f1 чорна тура | a8 білий король · b8 білий слон · e8 біла тура · g8 білий кінь · b7 чорний пішак · a6 чорний пішак · b6 білий ферзь · c6 чорний пішак · a5 чорна тура · d5 чорний король · e5 білий кінь · h5 білий слон · a4 біла тура · d4 чорний кінь · e4 чорний пішак · b3 чорний пішак · h3 чорний слон · c2 чорний пішак · d2 чорний кінь · e2 чорний пішак · a1 чорний слон · c1 чорний ферзь · f1 чорна тура | a8 білий король · b8 білий слон · e8 біла тура · g8 білий кінь · b7 чорний пішак · a6 чорний пішак · b6 білий ферзь · c6 чорний пішак · a5 чорна тура · d5 чорний король · e5 білий кінь · h5 білий слон · a4 біла тура · d4 чорний кінь · e4 чорний пішак · b3 чорний пішак · h3 чорний слон · c2 чорний пішак · d2 чорний кінь · e2 чорний пішак · a1 чорний слон · c1 чорний ферзь · f1 чорна тура | a8 білий король · b8 білий слон · e8 біла тура · g8 білий кінь · b7 чорний пішак · a6 чорний пішак · b6 білий ферзь · c6 чорний пішак · a5 чорна тура · d5 чорний король · e5 білий кінь · h5 білий слон · a4 біла тура · d4 чорний кінь · e4 чорний пішак · b3 чорний пішак · h3 чорний слон · c2 чорний пішак · d2 чорний кінь · e2 чорний пішак · a1 чорний слон · c1 чорний ферзь · f1 чорна тура | a8 білий король · b8 білий слон · e8 біла тура · g8 білий кінь · b7 чорний пішак · a6 чорний пішак · b6 білий ферзь · c6 чорний пішак · a5 чорна тура · d5 чорний король · e5 білий кінь · h5 білий слон · a4 біла тура · d4 чорний кінь · e4 чорний пішак · b3 чорний пішак · h3 чорний слон · c2 чорний пішак · d2 чорний кінь · e2 чорний пішак · a1 чорний слон · c1 чорний ферзь · f1 чорна тура | a8 білий король · b8 білий слон · e8 біла тура · g8 білий кінь · b7 чорний пішак · a6 чорний пішак · b6 білий ферзь · c6 чорний пішак · a5 чорна тура · d5 чорний король · e5 білий кінь · h5 білий слон · a4 біла тура · d4 чорний кінь · e4 чорний пішак · b3 чорний пішак · h3 чорний слон · c2 чорний пішак · d2 чорний кінь · e2 чорний пішак · a1 чорний слон · c1 чорний ферзь · f1 чорна тура | a8 білий король · b8 білий слон · e8 біла тура · g8 білий кінь · b7 чорний пішак · a6 чорний пішак · b6 білий ферзь · c6 чорний пішак · a5 чорна тура · d5 чорний король · e5 білий кінь · h5 білий слон · a4 біла тура · d4 чорний кінь · e4 чорний пішак · b3 чорний пішак · h3 чорний слон · c2 чорний пішак · d2 чорний кінь · e2 чорний пішак · a1 чорний слон · c1 чорний ферзь · f1 чорна тура | a8 білий король · b8 білий слон · e8 біла тура · g8 білий кінь · b7 чорний пішак · a6 чорний пішак · b6 білий ферзь · c6 чорний пішак · a5 чорна тура · d5 чорний король · e5 білий кінь · h5 білий слон · a4 біла тура · d4 чорний кінь · e4 чорний пішак · b3 чорний пішак · h3 чорний слон · c2 чорний пішак · d2 чорний кінь · e2 чорний пішак · a1 чорний слон · c1 чорний ферзь · f1 чорна тура | 6 |
| 5 | a8 білий король · b8 білий слон · e8 біла тура · g8 білий кінь · b7 чорний пішак · a6 чорний пішак · b6 білий ферзь · c6 чорний пішак · a5 чорна тура · d5 чорний король · e5 білий кінь · h5 білий слон · a4 біла тура · d4 чорний кінь · e4 чорний пішак · b3 чорний пішак · h3 чорний слон · c2 чорний пішак · d2 чорний кінь · e2 чорний пішак · a1 чорний слон · c1 чорний ферзь · f1 чорна тура | a8 білий король · b8 білий слон · e8 біла тура · g8 білий кінь · b7 чорний пішак · a6 чорний пішак · b6 білий ферзь · c6 чорний пішак · a5 чорна тура · d5 чорний король · e5 білий кінь · h5 білий слон · a4 біла тура · d4 чорний кінь · e4 чорний пішак · b3 чорний пішак · h3 чорний слон · c2 чорний пішак · d2 чорний кінь · e2 чорний пішак · a1 чорний слон · c1 чорний ферзь · f1 чорна тура | a8 білий король · b8 білий слон · e8 біла тура · g8 білий кінь · b7 чорний пішак · a6 чорний пішак · b6 білий ферзь · c6 чорний пішак · a5 чорна тура · d5 чорний король · e5 білий кінь · h5 білий слон · a4 біла тура · d4 чорний кінь · e4 чорний пішак · b3 чорний пішак · h3 чорний слон · c2 чорний пішак · d2 чорний кінь · e2 чорний пішак · a1 чорний слон · c1 чорний ферзь · f1 чорна тура | a8 білий король · b8 білий слон · e8 біла тура · g8 білий кінь · b7 чорний пішак · a6 чорний пішак · b6 білий ферзь · c6 чорний пішак · a5 чорна тура · d5 чорний король · e5 білий кінь · h5 білий слон · a4 біла тура · d4 чорний кінь · e4 чорний пішак · b3 чорний пішак · h3 чорний слон · c2 чорний пішак · d2 чорний кінь · e2 чорний пішак · a1 чорний слон · c1 чорний ферзь · f1 чорна тура | a8 білий король · b8 білий слон · e8 біла тура · g8 білий кінь · b7 чорний пішак · a6 чорний пішак · b6 білий ферзь · c6 чорний пішак · a5 чорна тура · d5 чорний король · e5 білий кінь · h5 білий слон · a4 біла тура · d4 чорний кінь · e4 чорний пішак · b3 чорний пішак · h3 чорний слон · c2 чорний пішак · d2 чорний кінь · e2 чорний пішак · a1 чорний слон · c1 чорний ферзь · f1 чорна тура | a8 білий король · b8 білий слон · e8 біла тура · g8 білий кінь · b7 чорний пішак · a6 чорний пішак · b6 білий ферзь · c6 чорний пішак · a5 чорна тура · d5 чорний король · e5 білий кінь · h5 білий слон · a4 біла тура · d4 чорний кінь · e4 чорний пішак · b3 чорний пішак · h3 чорний слон · c2 чорний пішак · d2 чорний кінь · e2 чорний пішак · a1 чорний слон · c1 чорний ферзь · f1 чорна тура | a8 білий король · b8 білий слон · e8 біла тура · g8 білий кінь · b7 чорний пішак · a6 чорний пішак · b6 білий ферзь · c6 чорний пішак · a5 чорна тура · d5 чорний король · e5 білий кінь · h5 білий слон · a4 біла тура · d4 чорний кінь · e4 чорний пішак · b3 чорний пішак · h3 чорний слон · c2 чорний пішак · d2 чорний кінь · e2 чорний пішак · a1 чорний слон · c1 чорний ферзь · f1 чорна тура | a8 білий король · b8 білий слон · e8 біла тура · g8 білий кінь · b7 чорний пішак · a6 чорний пішак · b6 білий ферзь · c6 чорний пішак · a5 чорна тура · d5 чорний король · e5 білий кінь · h5 білий слон · a4 біла тура · d4 чорний кінь · e4 чорний пішак · b3 чорний пішак · h3 чорний слон · c2 чорний пішак · d2 чорний кінь · e2 чорний пішак · a1 чорний слон · c1 чорний ферзь · f1 чорна тура | 5 |
| 4 | a8 білий король · b8 білий слон · e8 біла тура · g8 білий кінь · b7 чорний пішак · a6 чорний пішак · b6 білий ферзь · c6 чорний пішак · a5 чорна тура · d5 чорний король · e5 білий кінь · h5 білий слон · a4 біла тура · d4 чорний кінь · e4 чорний пішак · b3 чорний пішак · h3 чорний слон · c2 чорний пішак · d2 чорний кінь · e2 чорний пішак · a1 чорний слон · c1 чорний ферзь · f1 чорна тура | a8 білий король · b8 білий слон · e8 біла тура · g8 білий кінь · b7 чорний пішак · a6 чорний пішак · b6 білий ферзь · c6 чорний пішак · a5 чорна тура · d5 чорний король · e5 білий кінь · h5 білий слон · a4 біла тура · d4 чорний кінь · e4 чорний пішак · b3 чорний пішак · h3 чорний слон · c2 чорний пішак · d2 чорний кінь · e2 чорний пішак · a1 чорний слон · c1 чорний ферзь · f1 чорна тура | a8 білий король · b8 білий слон · e8 біла тура · g8 білий кінь · b7 чорний пішак · a6 чорний пішак · b6 білий ферзь · c6 чорний пішак · a5 чорна тура · d5 чорний король · e5 білий кінь · h5 білий слон · a4 біла тура · d4 чорний кінь · e4 чорний пішак · b3 чорний пішак · h3 чорний слон · c2 чорний пішак · d2 чорний кінь · e2 чорний пішак · a1 чорний слон · c1 чорний ферзь · f1 чорна тура | a8 білий король · b8 білий слон · e8 біла тура · g8 білий кінь · b7 чорний пішак · a6 чорний пішак · b6 білий ферзь · c6 чорний пішак · a5 чорна тура · d5 чорний король · e5 білий кінь · h5 білий слон · a4 біла тура · d4 чорний кінь · e4 чорний пішак · b3 чорний пішак · h3 чорний слон · c2 чорний пішак · d2 чорний кінь · e2 чорний пішак · a1 чорний слон · c1 чорний ферзь · f1 чорна тура | a8 білий король · b8 білий слон · e8 біла тура · g8 білий кінь · b7 чорний пішак · a6 чорний пішак · b6 білий ферзь · c6 чорний пішак · a5 чорна тура · d5 чорний король · e5 білий кінь · h5 білий слон · a4 біла тура · d4 чорний кінь · e4 чорний пішак · b3 чорний пішак · h3 чорний слон · c2 чорний пішак · d2 чорний кінь · e2 чорний пішак · a1 чорний слон · c1 чорний ферзь · f1 чорна тура | a8 білий король · b8 білий слон · e8 біла тура · g8 білий кінь · b7 чорний пішак · a6 чорний пішак · b6 білий ферзь · c6 чорний пішак · a5 чорна тура · d5 чорний король · e5 білий кінь · h5 білий слон · a4 біла тура · d4 чорний кінь · e4 чорний пішак · b3 чорний пішак · h3 чорний слон · c2 чорний пішак · d2 чорний кінь · e2 чорний пішак · a1 чорний слон · c1 чорний ферзь · f1 чорна тура | a8 білий король · b8 білий слон · e8 біла тура · g8 білий кінь · b7 чорний пішак · a6 чорний пішак · b6 білий ферзь · c6 чорний пішак · a5 чорна тура · d5 чорний король · e5 білий кінь · h5 білий слон · a4 біла тура · d4 чорний кінь · e4 чорний пішак · b3 чорний пішак · h3 чорний слон · c2 чорний пішак · d2 чорний кінь · e2 чорний пішак · a1 чорний слон · c1 чорний ферзь · f1 чорна тура | a8 білий король · b8 білий слон · e8 біла тура · g8 білий кінь · b7 чорний пішак · a6 чорний пішак · b6 білий ферзь · c6 чорний пішак · a5 чорна тура · d5 чорний король · e5 білий кінь · h5 білий слон · a4 біла тура · d4 чорний кінь · e4 чорний пішак · b3 чорний пішак · h3 чорний слон · c2 чорний пішак · d2 чорний кінь · e2 чорний пішак · a1 чорний слон · c1 чорний ферзь · f1 чорна тура | 4 |
| 3 | a8 білий король · b8 білий слон · e8 біла тура · g8 білий кінь · b7 чорний пішак · a6 чорний пішак · b6 білий ферзь · c6 чорний пішак · a5 чорна тура · d5 чорний король · e5 білий кінь · h5 білий слон · a4 біла тура · d4 чорний кінь · e4 чорний пішак · b3 чорний пішак · h3 чорний слон · c2 чорний пішак · d2 чорний кінь · e2 чорний пішак · a1 чорний слон · c1 чорний ферзь · f1 чорна тура | a8 білий король · b8 білий слон · e8 біла тура · g8 білий кінь · b7 чорний пішак · a6 чорний пішак · b6 білий ферзь · c6 чорний пішак · a5 чорна тура · d5 чорний король · e5 білий кінь · h5 білий слон · a4 біла тура · d4 чорний кінь · e4 чорний пішак · b3 чорний пішак · h3 чорний слон · c2 чорний пішак · d2 чорний кінь · e2 чорний пішак · a1 чорний слон · c1 чорний ферзь · f1 чорна тура | a8 білий король · b8 білий слон · e8 біла тура · g8 білий кінь · b7 чорний пішак · a6 чорний пішак · b6 білий ферзь · c6 чорний пішак · a5 чорна тура · d5 чорний король · e5 білий кінь · h5 білий слон · a4 біла тура · d4 чорний кінь · e4 чорний пішак · b3 чорний пішак · h3 чорний слон · c2 чорний пішак · d2 чорний кінь · e2 чорний пішак · a1 чорний слон · c1 чорний ферзь · f1 чорна тура | a8 білий король · b8 білий слон · e8 біла тура · g8 білий кінь · b7 чорний пішак · a6 чорний пішак · b6 білий ферзь · c6 чорний пішак · a5 чорна тура · d5 чорний король · e5 білий кінь · h5 білий слон · a4 біла тура · d4 чорний кінь · e4 чорний пішак · b3 чорний пішак · h3 чорний слон · c2 чорний пішак · d2 чорний кінь · e2 чорний пішак · a1 чорний слон · c1 чорний ферзь · f1 чорна тура | a8 білий король · b8 білий слон · e8 біла тура · g8 білий кінь · b7 чорний пішак · a6 чорний пішак · b6 білий ферзь · c6 чорний пішак · a5 чорна тура · d5 чорний король · e5 білий кінь · h5 білий слон · a4 біла тура · d4 чорний кінь · e4 чорний пішак · b3 чорний пішак · h3 чорний слон · c2 чорний пішак · d2 чорний кінь · e2 чорний пішак · a1 чорний слон · c1 чорний ферзь · f1 чорна тура | a8 білий король · b8 білий слон · e8 біла тура · g8 білий кінь · b7 чорний пішак · a6 чорний пішак · b6 білий ферзь · c6 чорний пішак · a5 чорна тура · d5 чорний король · e5 білий кінь · h5 білий слон · a4 біла тура · d4 чорний кінь · e4 чорний пішак · b3 чорний пішак · h3 чорний слон · c2 чорний пішак · d2 чорний кінь · e2 чорний пішак · a1 чорний слон · c1 чорний ферзь · f1 чорна тура | a8 білий король · b8 білий слон · e8 біла тура · g8 білий кінь · b7 чорний пішак · a6 чорний пішак · b6 білий ферзь · c6 чорний пішак · a5 чорна тура · d5 чорний король · e5 білий кінь · h5 білий слон · a4 біла тура · d4 чорний кінь · e4 чорний пішак · b3 чорний пішак · h3 чорний слон · c2 чорний пішак · d2 чорний кінь · e2 чорний пішак · a1 чорний слон · c1 чорний ферзь · f1 чорна тура | a8 білий король · b8 білий слон · e8 біла тура · g8 білий кінь · b7 чорний пішак · a6 чорний пішак · b6 білий ферзь · c6 чорний пішак · a5 чорна тура · d5 чорний король · e5 білий кінь · h5 білий слон · a4 біла тура · d4 чорний кінь · e4 чорний пішак · b3 чорний пішак · h3 чорний слон · c2 чорний пішак · d2 чорний кінь · e2 чорний пішак · a1 чорний слон · c1 чорний ферзь · f1 чорна тура | 3 |
| 2 | a8 білий король · b8 білий слон · e8 біла тура · g8 білий кінь · b7 чорний пішак · a6 чорний пішак · b6 білий ферзь · c6 чорний пішак · a5 чорна тура · d5 чорний король · e5 білий кінь · h5 білий слон · a4 біла тура · d4 чорний кінь · e4 чорний пішак · b3 чорний пішак · h3 чорний слон · c2 чорний пішак · d2 чорний кінь · e2 чорний пішак · a1 чорний слон · c1 чорний ферзь · f1 чорна тура | a8 білий король · b8 білий слон · e8 біла тура · g8 білий кінь · b7 чорний пішак · a6 чорний пішак · b6 білий ферзь · c6 чорний пішак · a5 чорна тура · d5 чорний король · e5 білий кінь · h5 білий слон · a4 біла тура · d4 чорний кінь · e4 чорний пішак · b3 чорний пішак · h3 чорний слон · c2 чорний пішак · d2 чорний кінь · e2 чорний пішак · a1 чорний слон · c1 чорний ферзь · f1 чорна тура | a8 білий король · b8 білий слон · e8 біла тура · g8 білий кінь · b7 чорний пішак · a6 чорний пішак · b6 білий ферзь · c6 чорний пішак · a5 чорна тура · d5 чорний король · e5 білий кінь · h5 білий слон · a4 біла тура · d4 чорний кінь · e4 чорний пішак · b3 чорний пішак · h3 чорний слон · c2 чорний пішак · d2 чорний кінь · e2 чорний пішак · a1 чорний слон · c1 чорний ферзь · f1 чорна тура | a8 білий король · b8 білий слон · e8 біла тура · g8 білий кінь · b7 чорний пішак · a6 чорний пішак · b6 білий ферзь · c6 чорний пішак · a5 чорна тура · d5 чорний король · e5 білий кінь · h5 білий слон · a4 біла тура · d4 чорний кінь · e4 чорний пішак · b3 чорний пішак · h3 чорний слон · c2 чорний пішак · d2 чорний кінь · e2 чорний пішак · a1 чорний слон · c1 чорний ферзь · f1 чорна тура | a8 білий король · b8 білий слон · e8 біла тура · g8 білий кінь · b7 чорний пішак · a6 чорний пішак · b6 білий ферзь · c6 чорний пішак · a5 чорна тура · d5 чорний король · e5 білий кінь · h5 білий слон · a4 біла тура · d4 чорний кінь · e4 чорний пішак · b3 чорний пішак · h3 чорний слон · c2 чорний пішак · d2 чорний кінь · e2 чорний пішак · a1 чорний слон · c1 чорний ферзь · f1 чорна тура | a8 білий король · b8 білий слон · e8 біла тура · g8 білий кінь · b7 чорний пішак · a6 чорний пішак · b6 білий ферзь · c6 чорний пішак · a5 чорна тура · d5 чорний король · e5 білий кінь · h5 білий слон · a4 біла тура · d4 чорний кінь · e4 чорний пішак · b3 чорний пішак · h3 чорний слон · c2 чорний пішак · d2 чорний кінь · e2 чорний пішак · a1 чорний слон · c1 чорний ферзь · f1 чорна тура | a8 білий король · b8 білий слон · e8 біла тура · g8 білий кінь · b7 чорний пішак · a6 чорний пішак · b6 білий ферзь · c6 чорний пішак · a5 чорна тура · d5 чорний король · e5 білий кінь · h5 білий слон · a4 біла тура · d4 чорний кінь · e4 чорний пішак · b3 чорний пішак · h3 чорний слон · c2 чорний пішак · d2 чорний кінь · e2 чорний пішак · a1 чорний слон · c1 чорний ферзь · f1 чорна тура | a8 білий король · b8 білий слон · e8 біла тура · g8 білий кінь · b7 чорний пішак · a6 чорний пішак · b6 білий ферзь · c6 чорний пішак · a5 чорна тура · d5 чорний король · e5 білий кінь · h5 білий слон · a4 біла тура · d4 чорний кінь · e4 чорний пішак · b3 чорний пішак · h3 чорний слон · c2 чорний пішак · d2 чорний кінь · e2 чорний пішак · a1 чорний слон · c1 чорний ферзь · f1 чорна тура | 2 |
| 1 | a8 білий король · b8 білий слон · e8 біла тура · g8 білий кінь · b7 чорний пішак · a6 чорний пішак · b6 білий ферзь · c6 чорний пішак · a5 чорна тура · d5 чорний король · e5 білий кінь · h5 білий слон · a4 біла тура · d4 чорний кінь · e4 чорний пішак · b3 чорний пішак · h3 чорний слон · c2 чорний пішак · d2 чорний кінь · e2 чорний пішак · a1 чорний слон · c1 чорний ферзь · f1 чорна тура | a8 білий король · b8 білий слон · e8 біла тура · g8 білий кінь · b7 чорний пішак · a6 чорний пішак · b6 білий ферзь · c6 чорний пішак · a5 чорна тура · d5 чорний король · e5 білий кінь · h5 білий слон · a4 біла тура · d4 чорний кінь · e4 чорний пішак · b3 чорний пішак · h3 чорний слон · c2 чорний пішак · d2 чорний кінь · e2 чорний пішак · a1 чорний слон · c1 чорний ферзь · f1 чорна тура | a8 білий король · b8 білий слон · e8 біла тура · g8 білий кінь · b7 чорний пішак · a6 чорний пішак · b6 білий ферзь · c6 чорний пішак · a5 чорна тура · d5 чорний король · e5 білий кінь · h5 білий слон · a4 біла тура · d4 чорний кінь · e4 чорний пішак · b3 чорний пішак · h3 чорний слон · c2 чорний пішак · d2 чорний кінь · e2 чорний пішак · a1 чорний слон · c1 чорний ферзь · f1 чорна тура | a8 білий король · b8 білий слон · e8 біла тура · g8 білий кінь · b7 чорний пішак · a6 чорний пішак · b6 білий ферзь · c6 чорний пішак · a5 чорна тура · d5 чорний король · e5 білий кінь · h5 білий слон · a4 біла тура · d4 чорний кінь · e4 чорний пішак · b3 чорний пішак · h3 чорний слон · c2 чорний пішак · d2 чорний кінь · e2 чорний пішак · a1 чорний слон · c1 чорний ферзь · f1 чорна тура | a8 білий король · b8 білий слон · e8 біла тура · g8 білий кінь · b7 чорний пішак · a6 чорний пішак · b6 білий ферзь · c6 чорний пішак · a5 чорна тура · d5 чорний король · e5 білий кінь · h5 білий слон · a4 біла тура · d4 чорний кінь · e4 чорний пішак · b3 чорний пішак · h3 чорний слон · c2 чорний пішак · d2 чорний кінь · e2 чорний пішак · a1 чорний слон · c1 чорний ферзь · f1 чорна тура | a8 білий король · b8 білий слон · e8 біла тура · g8 білий кінь · b7 чорний пішак · a6 чорний пішак · b6 білий ферзь · c6 чорний пішак · a5 чорна тура · d5 чорний король · e5 білий кінь · h5 білий слон · a4 біла тура · d4 чорний кінь · e4 чорний пішак · b3 чорний пішак · h3 чорний слон · c2 чорний пішак · d2 чорний кінь · e2 чорний пішак · a1 чорний слон · c1 чорний ферзь · f1 чорна тура | a8 білий король · b8 білий слон · e8 біла тура · g8 білий кінь · b7 чорний пішак · a6 чорний пішак · b6 білий ферзь · c6 чорний пішак · a5 чорна тура · d5 чорний король · e5 білий кінь · h5 білий слон · a4 біла тура · d4 чорний кінь · e4 чорний пішак · b3 чорний пішак · h3 чорний слон · c2 чорний пішак · d2 чорний кінь · e2 чорний пішак · a1 чорний слон · c1 чорний ферзь · f1 чорна тура | a8 білий король · b8 білий слон · e8 біла тура · g8 білий кінь · b7 чорний пішак · a6 чорний пішак · b6 білий ферзь · c6 чорний пішак · a5 чорна тура · d5 чорний король · e5 білий кінь · h5 білий слон · a4 біла тура · d4 чорний кінь · e4 чорний пішак · b3 чорний пішак · h3 чорний слон · c2 чорний пішак · d2 чорний кінь · e2 чорний пішак · a1 чорний слон · c1 чорний ферзь · f1 чорна тура | 1 |
|   | a | b | c | d | e | f | g | h |   |

1. Sd3! ~ 2. Te5 #
1. ... S2f3 2. Sf6 # (Sf4?)
1. ... S4f3 2. Sf4 # (Sf6?)
- — - — - — -
1. ... Tf5 2. Dd8 #
1. ... Sc4 2. Sb4 #
1. ... Le5 2. Se7 #
1. ... T:a4 2. Dc5 #
1. ... Sf5 2. Lf7 #

## Синтез з іншими темами
Механізм перекриття дозволяє тему Сторма синтезувати з іншими темами.
|   | a | b | c | d | e | f | g | h |   |
| 8 | e8 білий король · g8 білий ферзь · e7 білий пішак · c6 білий кінь · g6 біла тура · h6 чорний пішак · a5 чорний пішак · b5 чорний пішак · c5 білий пішак · f5 чорний король · g5 білий кінь · a4 чорний ферзь · f4 чорний пішак · h4 чорна тура · b3 чорний слон · d3 білий пішак · e3 чорний кінь · f3 білий слон · b2 чорний кінь · a1 чорний слон · e1 чорна тура | e8 білий король · g8 білий ферзь · e7 білий пішак · c6 білий кінь · g6 біла тура · h6 чорний пішак · a5 чорний пішак · b5 чорний пішак · c5 білий пішак · f5 чорний король · g5 білий кінь · a4 чорний ферзь · f4 чорний пішак · h4 чорна тура · b3 чорний слон · d3 білий пішак · e3 чорний кінь · f3 білий слон · b2 чорний кінь · a1 чорний слон · e1 чорна тура | e8 білий король · g8 білий ферзь · e7 білий пішак · c6 білий кінь · g6 біла тура · h6 чорний пішак · a5 чорний пішак · b5 чорний пішак · c5 білий пішак · f5 чорний король · g5 білий кінь · a4 чорний ферзь · f4 чорний пішак · h4 чорна тура · b3 чорний слон · d3 білий пішак · e3 чорний кінь · f3 білий слон · b2 чорний кінь · a1 чорний слон · e1 чорна тура | e8 білий король · g8 білий ферзь · e7 білий пішак · c6 білий кінь · g6 біла тура · h6 чорний пішак · a5 чорний пішак · b5 чорний пішак · c5 білий пішак · f5 чорний король · g5 білий кінь · a4 чорний ферзь · f4 чорний пішак · h4 чорна тура · b3 чорний слон · d3 білий пішак · e3 чорний кінь · f3 білий слон · b2 чорний кінь · a1 чорний слон · e1 чорна тура | e8 білий король · g8 білий ферзь · e7 білий пішак · c6 білий кінь · g6 біла тура · h6 чорний пішак · a5 чорний пішак · b5 чорний пішак · c5 білий пішак · f5 чорний король · g5 білий кінь · a4 чорний ферзь · f4 чорний пішак · h4 чорна тура · b3 чорний слон · d3 білий пішак · e3 чорний кінь · f3 білий слон · b2 чорний кінь · a1 чорний слон · e1 чорна тура | e8 білий король · g8 білий ферзь · e7 білий пішак · c6 білий кінь · g6 біла тура · h6 чорний пішак · a5 чорний пішак · b5 чорний пішак · c5 білий пішак · f5 чорний король · g5 білий кінь · a4 чорний ферзь · f4 чорний пішак · h4 чорна тура · b3 чорний слон · d3 білий пішак · e3 чорний кінь · f3 білий слон · b2 чорний кінь · a1 чорний слон · e1 чорна тура | e8 білий король · g8 білий ферзь · e7 білий пішак · c6 білий кінь · g6 біла тура · h6 чорний пішак · a5 чорний пішак · b5 чорний пішак · c5 білий пішак · f5 чорний король · g5 білий кінь · a4 чорний ферзь · f4 чорний пішак · h4 чорна тура · b3 чорний слон · d3 білий пішак · e3 чорний кінь · f3 білий слон · b2 чорний кінь · a1 чорний слон · e1 чорна тура | e8 білий король · g8 білий ферзь · e7 білий пішак · c6 білий кінь · g6 біла тура · h6 чорний пішак · a5 чорний пішак · b5 чорний пішак · c5 білий пішак · f5 чорний король · g5 білий кінь · a4 чорний ферзь · f4 чорний пішак · h4 чорна тура · b3 чорний слон · d3 білий пішак · e3 чорний кінь · f3 білий слон · b2 чорний кінь · a1 чорний слон · e1 чорна тура | 8 |
| 7 | e8 білий король · g8 білий ферзь · e7 білий пішак · c6 білий кінь · g6 біла тура · h6 чорний пішак · a5 чорний пішак · b5 чорний пішак · c5 білий пішак · f5 чорний король · g5 білий кінь · a4 чорний ферзь · f4 чорний пішак · h4 чорна тура · b3 чорний слон · d3 білий пішак · e3 чорний кінь · f3 білий слон · b2 чорний кінь · a1 чорний слон · e1 чорна тура | e8 білий король · g8 білий ферзь · e7 білий пішак · c6 білий кінь · g6 біла тура · h6 чорний пішак · a5 чорний пішак · b5 чорний пішак · c5 білий пішак · f5 чорний король · g5 білий кінь · a4 чорний ферзь · f4 чорний пішак · h4 чорна тура · b3 чорний слон · d3 білий пішак · e3 чорний кінь · f3 білий слон · b2 чорний кінь · a1 чорний слон · e1 чорна тура | e8 білий король · g8 білий ферзь · e7 білий пішак · c6 білий кінь · g6 біла тура · h6 чорний пішак · a5 чорний пішак · b5 чорний пішак · c5 білий пішак · f5 чорний король · g5 білий кінь · a4 чорний ферзь · f4 чорний пішак · h4 чорна тура · b3 чорний слон · d3 білий пішак · e3 чорний кінь · f3 білий слон · b2 чорний кінь · a1 чорний слон · e1 чорна тура | e8 білий король · g8 білий ферзь · e7 білий пішак · c6 білий кінь · g6 біла тура · h6 чорний пішак · a5 чорний пішак · b5 чорний пішак · c5 білий пішак · f5 чорний король · g5 білий кінь · a4 чорний ферзь · f4 чорний пішак · h4 чорна тура · b3 чорний слон · d3 білий пішак · e3 чорний кінь · f3 білий слон · b2 чорний кінь · a1 чорний слон · e1 чорна тура | e8 білий король · g8 білий ферзь · e7 білий пішак · c6 білий кінь · g6 біла тура · h6 чорний пішак · a5 чорний пішак · b5 чорний пішак · c5 білий пішак · f5 чорний король · g5 білий кінь · a4 чорний ферзь · f4 чорний пішак · h4 чорна тура · b3 чорний слон · d3 білий пішак · e3 чорний кінь · f3 білий слон · b2 чорний кінь · a1 чорний слон · e1 чорна тура | e8 білий король · g8 білий ферзь · e7 білий пішак · c6 білий кінь · g6 біла тура · h6 чорний пішак · a5 чорний пішак · b5 чорний пішак · c5 білий пішак · f5 чорний король · g5 білий кінь · a4 чорний ферзь · f4 чорний пішак · h4 чорна тура · b3 чорний слон · d3 білий пішак · e3 чорний кінь · f3 білий слон · b2 чорний кінь · a1 чорний слон · e1 чорна тура | e8 білий король · g8 білий ферзь · e7 білий пішак · c6 білий кінь · g6 біла тура · h6 чорний пішак · a5 чорний пішак · b5 чорний пішак · c5 білий пішак · f5 чорний король · g5 білий кінь · a4 чорний ферзь · f4 чорний пішак · h4 чорна тура · b3 чорний слон · d3 білий пішак · e3 чорний кінь · f3 білий слон · b2 чорний кінь · a1 чорний слон · e1 чорна тура | e8 білий король · g8 білий ферзь · e7 білий пішак · c6 білий кінь · g6 біла тура · h6 чорний пішак · a5 чорний пішак · b5 чорний пішак · c5 білий пішак · f5 чорний король · g5 білий кінь · a4 чорний ферзь · f4 чорний пішак · h4 чорна тура · b3 чорний слон · d3 білий пішак · e3 чорний кінь · f3 білий слон · b2 чорний кінь · a1 чорний слон · e1 чорна тура | 7 |
| 6 | e8 білий король · g8 білий ферзь · e7 білий пішак · c6 білий кінь · g6 біла тура · h6 чорний пішак · a5 чорний пішак · b5 чорний пішак · c5 білий пішак · f5 чорний король · g5 білий кінь · a4 чорний ферзь · f4 чорний пішак · h4 чорна тура · b3 чорний слон · d3 білий пішак · e3 чорний кінь · f3 білий слон · b2 чорний кінь · a1 чорний слон · e1 чорна тура | e8 білий король · g8 білий ферзь · e7 білий пішак · c6 білий кінь · g6 біла тура · h6 чорний пішак · a5 чорний пішак · b5 чорний пішак · c5 білий пішак · f5 чорний король · g5 білий кінь · a4 чорний ферзь · f4 чорний пішак · h4 чорна тура · b3 чорний слон · d3 білий пішак · e3 чорний кінь · f3 білий слон · b2 чорний кінь · a1 чорний слон · e1 чорна тура | e8 білий король · g8 білий ферзь · e7 білий пішак · c6 білий кінь · g6 біла тура · h6 чорний пішак · a5 чорний пішак · b5 чорний пішак · c5 білий пішак · f5 чорний король · g5 білий кінь · a4 чорний ферзь · f4 чорний пішак · h4 чорна тура · b3 чорний слон · d3 білий пішак · e3 чорний кінь · f3 білий слон · b2 чорний кінь · a1 чорний слон · e1 чорна тура | e8 білий король · g8 білий ферзь · e7 білий пішак · c6 білий кінь · g6 біла тура · h6 чорний пішак · a5 чорний пішак · b5 чорний пішак · c5 білий пішак · f5 чорний король · g5 білий кінь · a4 чорний ферзь · f4 чорний пішак · h4 чорна тура · b3 чорний слон · d3 білий пішак · e3 чорний кінь · f3 білий слон · b2 чорний кінь · a1 чорний слон · e1 чорна тура | e8 білий король · g8 білий ферзь · e7 білий пішак · c6 білий кінь · g6 біла тура · h6 чорний пішак · a5 чорний пішак · b5 чорний пішак · c5 білий пішак · f5 чорний король · g5 білий кінь · a4 чорний ферзь · f4 чорний пішак · h4 чорна тура · b3 чорний слон · d3 білий пішак · e3 чорний кінь · f3 білий слон · b2 чорний кінь · a1 чорний слон · e1 чорна тура | e8 білий король · g8 білий ферзь · e7 білий пішак · c6 білий кінь · g6 біла тура · h6 чорний пішак · a5 чорний пішак · b5 чорний пішак · c5 білий пішак · f5 чорний король · g5 білий кінь · a4 чорний ферзь · f4 чорний пішак · h4 чорна тура · b3 чорний слон · d3 білий пішак · e3 чорний кінь · f3 білий слон · b2 чорний кінь · a1 чорний слон · e1 чорна тура | e8 білий король · g8 білий ферзь · e7 білий пішак · c6 білий кінь · g6 біла тура · h6 чорний пішак · a5 чорний пішак · b5 чорний пішак · c5 білий пішак · f5 чорний король · g5 білий кінь · a4 чорний ферзь · f4 чорний пішак · h4 чорна тура · b3 чорний слон · d3 білий пішак · e3 чорний кінь · f3 білий слон · b2 чорний кінь · a1 чорний слон · e1 чорна тура | e8 білий король · g8 білий ферзь · e7 білий пішак · c6 білий кінь · g6 біла тура · h6 чорний пішак · a5 чорний пішак · b5 чорний пішак · c5 білий пішак · f5 чорний король · g5 білий кінь · a4 чорний ферзь · f4 чорний пішак · h4 чорна тура · b3 чорний слон · d3 білий пішак · e3 чорний кінь · f3 білий слон · b2 чорний кінь · a1 чорний слон · e1 чорна тура | 6 |
| 5 | e8 білий король · g8 білий ферзь · e7 білий пішак · c6 білий кінь · g6 біла тура · h6 чорний пішак · a5 чорний пішак · b5 чорний пішак · c5 білий пішак · f5 чорний король · g5 білий кінь · a4 чорний ферзь · f4 чорний пішак · h4 чорна тура · b3 чорний слон · d3 білий пішак · e3 чорний кінь · f3 білий слон · b2 чорний кінь · a1 чорний слон · e1 чорна тура | e8 білий король · g8 білий ферзь · e7 білий пішак · c6 білий кінь · g6 біла тура · h6 чорний пішак · a5 чорний пішак · b5 чорний пішак · c5 білий пішак · f5 чорний король · g5 білий кінь · a4 чорний ферзь · f4 чорний пішак · h4 чорна тура · b3 чорний слон · d3 білий пішак · e3 чорний кінь · f3 білий слон · b2 чорний кінь · a1 чорний слон · e1 чорна тура | e8 білий король · g8 білий ферзь · e7 білий пішак · c6 білий кінь · g6 біла тура · h6 чорний пішак · a5 чорний пішак · b5 чорний пішак · c5 білий пішак · f5 чорний король · g5 білий кінь · a4 чорний ферзь · f4 чорний пішак · h4 чорна тура · b3 чорний слон · d3 білий пішак · e3 чорний кінь · f3 білий слон · b2 чорний кінь · a1 чорний слон · e1 чорна тура | e8 білий король · g8 білий ферзь · e7 білий пішак · c6 білий кінь · g6 біла тура · h6 чорний пішак · a5 чорний пішак · b5 чорний пішак · c5 білий пішак · f5 чорний король · g5 білий кінь · a4 чорний ферзь · f4 чорний пішак · h4 чорна тура · b3 чорний слон · d3 білий пішак · e3 чорний кінь · f3 білий слон · b2 чорний кінь · a1 чорний слон · e1 чорна тура | e8 білий король · g8 білий ферзь · e7 білий пішак · c6 білий кінь · g6 біла тура · h6 чорний пішак · a5 чорний пішак · b5 чорний пішак · c5 білий пішак · f5 чорний король · g5 білий кінь · a4 чорний ферзь · f4 чорний пішак · h4 чорна тура · b3 чорний слон · d3 білий пішак · e3 чорний кінь · f3 білий слон · b2 чорний кінь · a1 чорний слон · e1 чорна тура | e8 білий король · g8 білий ферзь · e7 білий пішак · c6 білий кінь · g6 біла тура · h6 чорний пішак · a5 чорний пішак · b5 чорний пішак · c5 білий пішак · f5 чорний король · g5 білий кінь · a4 чорний ферзь · f4 чорний пішак · h4 чорна тура · b3 чорний слон · d3 білий пішак · e3 чорний кінь · f3 білий слон · b2 чорний кінь · a1 чорний слон · e1 чорна тура | e8 білий король · g8 білий ферзь · e7 білий пішак · c6 білий кінь · g6 біла тура · h6 чорний пішак · a5 чорний пішак · b5 чорний пішак · c5 білий пішак · f5 чорний король · g5 білий кінь · a4 чорний ферзь · f4 чорний пішак · h4 чорна тура · b3 чорний слон · d3 білий пішак · e3 чорний кінь · f3 білий слон · b2 чорний кінь · a1 чорний слон · e1 чорна тура | e8 білий король · g8 білий ферзь · e7 білий пішак · c6 білий кінь · g6 біла тура · h6 чорний пішак · a5 чорний пішак · b5 чорний пішак · c5 білий пішак · f5 чорний король · g5 білий кінь · a4 чорний ферзь · f4 чорний пішак · h4 чорна тура · b3 чорний слон · d3 білий пішак · e3 чорний кінь · f3 білий слон · b2 чорний кінь · a1 чорний слон · e1 чорна тура | 5 |
| 4 | e8 білий король · g8 білий ферзь · e7 білий пішак · c6 білий кінь · g6 біла тура · h6 чорний пішак · a5 чорний пішак · b5 чорний пішак · c5 білий пішак · f5 чорний король · g5 білий кінь · a4 чорний ферзь · f4 чорний пішак · h4 чорна тура · b3 чорний слон · d3 білий пішак · e3 чорний кінь · f3 білий слон · b2 чорний кінь · a1 чорний слон · e1 чорна тура | e8 білий король · g8 білий ферзь · e7 білий пішак · c6 білий кінь · g6 біла тура · h6 чорний пішак · a5 чорний пішак · b5 чорний пішак · c5 білий пішак · f5 чорний король · g5 білий кінь · a4 чорний ферзь · f4 чорний пішак · h4 чорна тура · b3 чорний слон · d3 білий пішак · e3 чорний кінь · f3 білий слон · b2 чорний кінь · a1 чорний слон · e1 чорна тура | e8 білий король · g8 білий ферзь · e7 білий пішак · c6 білий кінь · g6 біла тура · h6 чорний пішак · a5 чорний пішак · b5 чорний пішак · c5 білий пішак · f5 чорний король · g5 білий кінь · a4 чорний ферзь · f4 чорний пішак · h4 чорна тура · b3 чорний слон · d3 білий пішак · e3 чорний кінь · f3 білий слон · b2 чорний кінь · a1 чорний слон · e1 чорна тура | e8 білий король · g8 білий ферзь · e7 білий пішак · c6 білий кінь · g6 біла тура · h6 чорний пішак · a5 чорний пішак · b5 чорний пішак · c5 білий пішак · f5 чорний король · g5 білий кінь · a4 чорний ферзь · f4 чорний пішак · h4 чорна тура · b3 чорний слон · d3 білий пішак · e3 чорний кінь · f3 білий слон · b2 чорний кінь · a1 чорний слон · e1 чорна тура | e8 білий король · g8 білий ферзь · e7 білий пішак · c6 білий кінь · g6 біла тура · h6 чорний пішак · a5 чорний пішак · b5 чорний пішак · c5 білий пішак · f5 чорний король · g5 білий кінь · a4 чорний ферзь · f4 чорний пішак · h4 чорна тура · b3 чорний слон · d3 білий пішак · e3 чорний кінь · f3 білий слон · b2 чорний кінь · a1 чорний слон · e1 чорна тура | e8 білий король · g8 білий ферзь · e7 білий пішак · c6 білий кінь · g6 біла тура · h6 чорний пішак · a5 чорний пішак · b5 чорний пішак · c5 білий пішак · f5 чорний король · g5 білий кінь · a4 чорний ферзь · f4 чорний пішак · h4 чорна тура · b3 чорний слон · d3 білий пішак · e3 чорний кінь · f3 білий слон · b2 чорний кінь · a1 чорний слон · e1 чорна тура | e8 білий король · g8 білий ферзь · e7 білий пішак · c6 білий кінь · g6 біла тура · h6 чорний пішак · a5 чорний пішак · b5 чорний пішак · c5 білий пішак · f5 чорний король · g5 білий кінь · a4 чорний ферзь · f4 чорний пішак · h4 чорна тура · b3 чорний слон · d3 білий пішак · e3 чорний кінь · f3 білий слон · b2 чорний кінь · a1 чорний слон · e1 чорна тура | e8 білий король · g8 білий ферзь · e7 білий пішак · c6 білий кінь · g6 біла тура · h6 чорний пішак · a5 чорний пішак · b5 чорний пішак · c5 білий пішак · f5 чорний король · g5 білий кінь · a4 чорний ферзь · f4 чорний пішак · h4 чорна тура · b3 чорний слон · d3 білий пішак · e3 чорний кінь · f3 білий слон · b2 чорний кінь · a1 чорний слон · e1 чорна тура | 4 |
| 3 | e8 білий король · g8 білий ферзь · e7 білий пішак · c6 білий кінь · g6 біла тура · h6 чорний пішак · a5 чорний пішак · b5 чорний пішак · c5 білий пішак · f5 чорний король · g5 білий кінь · a4 чорний ферзь · f4 чорний пішак · h4 чорна тура · b3 чорний слон · d3 білий пішак · e3 чорний кінь · f3 білий слон · b2 чорний кінь · a1 чорний слон · e1 чорна тура | e8 білий король · g8 білий ферзь · e7 білий пішак · c6 білий кінь · g6 біла тура · h6 чорний пішак · a5 чорний пішак · b5 чорний пішак · c5 білий пішак · f5 чорний король · g5 білий кінь · a4 чорний ферзь · f4 чорний пішак · h4 чорна тура · b3 чорний слон · d3 білий пішак · e3 чорний кінь · f3 білий слон · b2 чорний кінь · a1 чорний слон · e1 чорна тура | e8 білий король · g8 білий ферзь · e7 білий пішак · c6 білий кінь · g6 біла тура · h6 чорний пішак · a5 чорний пішак · b5 чорний пішак · c5 білий пішак · f5 чорний король · g5 білий кінь · a4 чорний ферзь · f4 чорний пішак · h4 чорна тура · b3 чорний слон · d3 білий пішак · e3 чорний кінь · f3 білий слон · b2 чорний кінь · a1 чорний слон · e1 чорна тура | e8 білий король · g8 білий ферзь · e7 білий пішак · c6 білий кінь · g6 біла тура · h6 чорний пішак · a5 чорний пішак · b5 чорний пішак · c5 білий пішак · f5 чорний король · g5 білий кінь · a4 чорний ферзь · f4 чорний пішак · h4 чорна тура · b3 чорний слон · d3 білий пішак · e3 чорний кінь · f3 білий слон · b2 чорний кінь · a1 чорний слон · e1 чорна тура | e8 білий король · g8 білий ферзь · e7 білий пішак · c6 білий кінь · g6 біла тура · h6 чорний пішак · a5 чорний пішак · b5 чорний пішак · c5 білий пішак · f5 чорний король · g5 білий кінь · a4 чорний ферзь · f4 чорний пішак · h4 чорна тура · b3 чорний слон · d3 білий пішак · e3 чорний кінь · f3 білий слон · b2 чорний кінь · a1 чорний слон · e1 чорна тура | e8 білий король · g8 білий ферзь · e7 білий пішак · c6 білий кінь · g6 біла тура · h6 чорний пішак · a5 чорний пішак · b5 чорний пішак · c5 білий пішак · f5 чорний король · g5 білий кінь · a4 чорний ферзь · f4 чорний пішак · h4 чорна тура · b3 чорний слон · d3 білий пішак · e3 чорний кінь · f3 білий слон · b2 чорний кінь · a1 чорний слон · e1 чорна тура | e8 білий король · g8 білий ферзь · e7 білий пішак · c6 білий кінь · g6 біла тура · h6 чорний пішак · a5 чорний пішак · b5 чорний пішак · c5 білий пішак · f5 чорний король · g5 білий кінь · a4 чорний ферзь · f4 чорний пішак · h4 чорна тура · b3 чорний слон · d3 білий пішак · e3 чорний кінь · f3 білий слон · b2 чорний кінь · a1 чорний слон · e1 чорна тура | e8 білий король · g8 білий ферзь · e7 білий пішак · c6 білий кінь · g6 біла тура · h6 чорний пішак · a5 чорний пішак · b5 чорний пішак · c5 білий пішак · f5 чорний король · g5 білий кінь · a4 чорний ферзь · f4 чорний пішак · h4 чорна тура · b3 чорний слон · d3 білий пішак · e3 чорний кінь · f3 білий слон · b2 чорний кінь · a1 чорний слон · e1 чорна тура | 3 |
| 2 | e8 білий король · g8 білий ферзь · e7 білий пішак · c6 білий кінь · g6 біла тура · h6 чорний пішак · a5 чорний пішак · b5 чорний пішак · c5 білий пішак · f5 чорний король · g5 білий кінь · a4 чорний ферзь · f4 чорний пішак · h4 чорна тура · b3 чорний слон · d3 білий пішак · e3 чорний кінь · f3 білий слон · b2 чорний кінь · a1 чорний слон · e1 чорна тура | e8 білий король · g8 білий ферзь · e7 білий пішак · c6 білий кінь · g6 біла тура · h6 чорний пішак · a5 чорний пішак · b5 чорний пішак · c5 білий пішак · f5 чорний король · g5 білий кінь · a4 чорний ферзь · f4 чорний пішак · h4 чорна тура · b3 чорний слон · d3 білий пішак · e3 чорний кінь · f3 білий слон · b2 чорний кінь · a1 чорний слон · e1 чорна тура | e8 білий король · g8 білий ферзь · e7 білий пішак · c6 білий кінь · g6 біла тура · h6 чорний пішак · a5 чорний пішак · b5 чорний пішак · c5 білий пішак · f5 чорний король · g5 білий кінь · a4 чорний ферзь · f4 чорний пішак · h4 чорна тура · b3 чорний слон · d3 білий пішак · e3 чорний кінь · f3 білий слон · b2 чорний кінь · a1 чорний слон · e1 чорна тура | e8 білий король · g8 білий ферзь · e7 білий пішак · c6 білий кінь · g6 біла тура · h6 чорний пішак · a5 чорний пішак · b5 чорний пішак · c5 білий пішак · f5 чорний король · g5 білий кінь · a4 чорний ферзь · f4 чорний пішак · h4 чорна тура · b3 чорний слон · d3 білий пішак · e3 чорний кінь · f3 білий слон · b2 чорний кінь · a1 чорний слон · e1 чорна тура | e8 білий король · g8 білий ферзь · e7 білий пішак · c6 білий кінь · g6 біла тура · h6 чорний пішак · a5 чорний пішак · b5 чорний пішак · c5 білий пішак · f5 чорний король · g5 білий кінь · a4 чорний ферзь · f4 чорний пішак · h4 чорна тура · b3 чорний слон · d3 білий пішак · e3 чорний кінь · f3 білий слон · b2 чорний кінь · a1 чорний слон · e1 чорна тура | e8 білий король · g8 білий ферзь · e7 білий пішак · c6 білий кінь · g6 біла тура · h6 чорний пішак · a5 чорний пішак · b5 чорний пішак · c5 білий пішак · f5 чорний король · g5 білий кінь · a4 чорний ферзь · f4 чорний пішак · h4 чорна тура · b3 чорний слон · d3 білий пішак · e3 чорний кінь · f3 білий слон · b2 чорний кінь · a1 чорний слон · e1 чорна тура | e8 білий король · g8 білий ферзь · e7 білий пішак · c6 білий кінь · g6 біла тура · h6 чорний пішак · a5 чорний пішак · b5 чорний пішак · c5 білий пішак · f5 чорний король · g5 білий кінь · a4 чорний ферзь · f4 чорний пішак · h4 чорна тура · b3 чорний слон · d3 білий пішак · e3 чорний кінь · f3 білий слон · b2 чорний кінь · a1 чорний слон · e1 чорна тура | e8 білий король · g8 білий ферзь · e7 білий пішак · c6 білий кінь · g6 біла тура · h6 чорний пішак · a5 чорний пішак · b5 чорний пішак · c5 білий пішак · f5 чорний король · g5 білий кінь · a4 чорний ферзь · f4 чорний пішак · h4 чорна тура · b3 чорний слон · d3 білий пішак · e3 чорний кінь · f3 білий слон · b2 чорний кінь · a1 чорний слон · e1 чорна тура | 2 |
| 1 | e8 білий король · g8 білий ферзь · e7 білий пішак · c6 білий кінь · g6 біла тура · h6 чорний пішак · a5 чорний пішак · b5 чорний пішак · c5 білий пішак · f5 чорний король · g5 білий кінь · a4 чорний ферзь · f4 чорний пішак · h4 чорна тура · b3 чорний слон · d3 білий пішак · e3 чорний кінь · f3 білий слон · b2 чорний кінь · a1 чорний слон · e1 чорна тура | e8 білий король · g8 білий ферзь · e7 білий пішак · c6 білий кінь · g6 біла тура · h6 чорний пішак · a5 чорний пішак · b5 чорний пішак · c5 білий пішак · f5 чорний король · g5 білий кінь · a4 чорний ферзь · f4 чорний пішак · h4 чорна тура · b3 чорний слон · d3 білий пішак · e3 чорний кінь · f3 білий слон · b2 чорний кінь · a1 чорний слон · e1 чорна тура | e8 білий король · g8 білий ферзь · e7 білий пішак · c6 білий кінь · g6 біла тура · h6 чорний пішак · a5 чорний пішак · b5 чорний пішак · c5 білий пішак · f5 чорний король · g5 білий кінь · a4 чорний ферзь · f4 чорний пішак · h4 чорна тура · b3 чорний слон · d3 білий пішак · e3 чорний кінь · f3 білий слон · b2 чорний кінь · a1 чорний слон · e1 чорна тура | e8 білий король · g8 білий ферзь · e7 білий пішак · c6 білий кінь · g6 біла тура · h6 чорний пішак · a5 чорний пішак · b5 чорний пішак · c5 білий пішак · f5 чорний король · g5 білий кінь · a4 чорний ферзь · f4 чорний пішак · h4 чорна тура · b3 чорний слон · d3 білий пішак · e3 чорний кінь · f3 білий слон · b2 чорний кінь · a1 чорний слон · e1 чорна тура | e8 білий король · g8 білий ферзь · e7 білий пішак · c6 білий кінь · g6 біла тура · h6 чорний пішак · a5 чорний пішак · b5 чорний пішак · c5 білий пішак · f5 чорний король · g5 білий кінь · a4 чорний ферзь · f4 чорний пішак · h4 чорна тура · b3 чорний слон · d3 білий пішак · e3 чорний кінь · f3 білий слон · b2 чорний кінь · a1 чорний слон · e1 чорна тура | e8 білий король · g8 білий ферзь · e7 білий пішак · c6 білий кінь · g6 біла тура · h6 чорний пішак · a5 чорний пішак · b5 чорний пішак · c5 білий пішак · f5 чорний король · g5 білий кінь · a4 чорний ферзь · f4 чорний пішак · h4 чорна тура · b3 чорний слон · d3 білий пішак · e3 чорний кінь · f3 білий слон · b2 чорний кінь · a1 чорний слон · e1 чорна тура | e8 білий король · g8 білий ферзь · e7 білий пішак · c6 білий кінь · g6 біла тура · h6 чорний пішак · a5 чорний пішак · b5 чорний пішак · c5 білий пішак · f5 чорний король · g5 білий кінь · a4 чорний ферзь · f4 чорний пішак · h4 чорна тура · b3 чорний слон · d3 білий пішак · e3 чорний кінь · f3 білий слон · b2 чорний кінь · a1 чорний слон · e1 чорна тура | e8 білий король · g8 білий ферзь · e7 білий пішак · c6 білий кінь · g6 біла тура · h6 чорний пішак · a5 чорний пішак · b5 чорний пішак · c5 білий пішак · f5 чорний король · g5 білий кінь · a4 чорний ферзь · f4 чорний пішак · h4 чорна тура · b3 чорний слон · d3 білий пішак · e3 чорний кінь · f3 білий слон · b2 чорний кінь · a1 чорний слон · e1 чорна тура | 1 |
|   | a | b | c | d | e | f | g | h |   |

1. ... Sbc4 2. De6 # (Df7 #???)
1. ... Sec4    2. Df7 # (De6 #???)
1. Sf7! ~ 2. Sd6 #
1. ... Sbc4 2. Le4 # (Sd4 #???)
1. ... Sec4 2. Sd4 # (Le4 #???)
В задачі тема Сторма пройшла двічі — в ілюзорній грі і в рішенні в синтезі з переміною матів.